# Uracanthus bivitta
Uracanthus bivitta là một loài bọ cánh cứng trong họ Cerambycidae.